# Xanthi Milona
Xanthi Milona (griechisch Ξάνθη Μυλωνά, * 27. Mai 1980 in Griechenland) ist eine griechische Volleyballspielerin.
Xanthi Milona, die bei einer Körpergröße von 1,74 m auf der Position des Liberos spielt, begann ihre Karriere beim Athener Verein Virona. Nach weiteren Stationen bei ZAON und EA Larisa, wechselte sie im Sommer 2004 zum Traditionsverein Panathinaikos Athen, wo sie bis 2012 unter Vertrag stand. Mit Panathinaikos gewann Milona 2005, 2006 und 2008 bis 2010 das Double und schaffte den Sprung in die Nationalmannschaft Griechenlands. 2009 stand sie mit Athen im Endspiel um den Challenge Cup, unterlag dort aber den Italienerinnen von Vini Monteschiavo Jesi und belegte den zweiten Platz.

## Titel
- Griechischer Meister: 2005, 2006, 2007, 2008, 2009, 2010, 2011
- Griechischer Pokal: 2005, 2006, 2008, 2009, 2010

| Personendaten    | Personendaten                                              |
| ---------------- | ---------------------------------------------------------- |
| NAME             | Milona, Xanthi                                             |
| ALTERNATIVNAMEN  | Ξάνθη Μυλωνά (griechisch)                                  |
| KURZBESCHREIBUNG | griechische Volleyball-Nationalspielerin (Mittelblockerin) |
| GEBURTSDATUM     | 27. Mai 1980                                               |
| GEBURTSORT       | Griechenland                                               |